# Bud Holloway
George "Bud" Holloway III (ur. 1 marca 1988 w Wapella, Saskatchewan) – kanadyjski hokeista.
Jego pełna tożsamość to George "Bud" Holloway III.

## Kariera
- Yorkton Harvest (2003–2004)
- Seattle Thunderbirds (2004–2008)
- Manchester Monarchs (2008–2011)
  -  Ontario Reign (2009)
- Skellefteå AIK (2011−2014)
- SC Bern (2014–2015)
- Montreal Canadiens (2015−2016)
- St. John’s IceCaps (2015−2016)
- CSKA Moskwa (2016)
- Skellefteå AIK (2016−2019)
- EC Red Bull Salzburg (2019-)

Przez pięć niepełnych sezonów w latach 2004–2008 występował w barwach Seattle Thunderbirds w juniorskich rozgrywkach WHL w ramach CHL. W drafcie NHL z 2006 został wybrany Los Angeles Kings. Od 2008 przez trzy lata grał w Manchester Monarchs, zespole farmerskim w lidze AHL, a ponadto także w ECHL. Od lipca 2011 zawodnik szwedzkiego klubu w rozgrywkach Elitserien (od 2013 SHL). W maju 2012 i kwietniu 2013 przedłużał kontrakt z klubem o rok. Od maja 2014 zawodnik szwajcarskiego klubu SC Bern. Od lipca 2015 zawodnik Montreal Canadiens. W sezonie NHL (2015/2016) rozegrał jeden mecz, zaś cały sezon rozegrał w barwch zespołu farmerskiego St. John’s IceCaps w lidze AHL. Od maja do listopada 2016 zawodnik CSKA Moskwa. Od grudnia 2016 ponownie zawodnik Skellefteå AIK. W czerwcu 2019 przeszedł do austriackiego EC Red Bull Salzburg.

## Sukcesy
Klubowe
- Srebrny medal mistrzostw Szwecji: 2012, 2018 ze Skellefteå
- Złoty medal mistrzostw Szwecji: 2013, 2014 ze Skellefteå
- Puchar Szwajcarii: 2015 z SC Bern

Indywidualne
- Sezon WHL 2007/2008:
  - Najlepszy zawodnik miesiąca - marzec 2008
  - Dziewiąte miejsce w klasyfikacji kanadyjskiej w sezonie zasadniczym: 83 punkty[12]
- Sezon Elitserien (2011/2012):
  - Siódme miejsce w klasyfikacji strzelców w sezonie zasadniczym: 21 goli
  - Siódme miejsce w klasyfikacji asystentów w sezonie zasadniczym: 28 asyst
  - Piąte miejsce w klasyfikacji kanadyjskiej w sezonie zasadniczym: 49 punktów
  - Drugie miejsce w klasyfikacji strzelców w fazie play-off: 10 goli
  - Pierwsze miejsce w klasyfikacji asystentów w fazie play-off: 13 asyst
  - Pierwsze miejsce w klasyfikacji kanadyjskiej w fazie play-off: 23 punktów
- Sezon Elitserien (2012/2013):
  - Pierwsze miejsce w klasyfikacji strzelców goli w przewadze w sezonie zasadniczym: 9 goli
  - Trzecie miejsce w klasyfikacji strzelców w sezonie zasadniczym: 20 goli
  - Pierwsze miejsce w klasyfikacji asystentów w sezonie zasadniczym: 51 asyst
  - Skyttetrofén – pierwsze miejsce w klasyfikacji kanadyjskiej w sezonie zasadniczym: 71 punktów (w 55 meczach)
  - Guldhjälmen (Złoty Kask) – nagroda dla najbardziej wartościowego zawodnika